# مدرسه امیریه (همدان)
مدرسه امیریه نام یکی از مدارس قدیم شهر همدان است. این مدرسه در سال(۱۳۲۵ق/۱۲۸۶ش) در همدان تأسیس گردید و بعد از مدرسه فخریه مظفری و اسلامی سومین مدرسه به سبک جدید در امر تعلیم و تربیت در همدان محسوب می‌شد. مدرسه مذکور به همت برخی از فرهنگیان و شیفتگان خدمات فرهنگی همدان همچون سیدمحمد غمام همدانی و موسی نثری و عده دیگری دایر گردید. فعالیت‌های آموزشی مدرسه امیریه پس از پنج سال تلاش با تأسیس مدرسه نصرت متوقف گردید.